# Skoky do vody na Letních olympijských hrách 1960
Skoky do vody na Letních olympijských hrách v Římě.

## Medailisté

### Muži
| Kategorie | Zlato                                      | Stříbro                                    | Bronz                               |
| --------- | ------------------------------------------ | ------------------------------------------ | ----------------------------------- |
| Prkno 3 m | Gary Tobian · Spojené státy americké (USA) | Samuel Hall · Spojené státy americké (USA) | Juan Botella · Mexiko (MEX)         |
| Věž 10 m  | Bob Webster · Spojené státy americké (USA) | Gary Tobian · Spojené státy americké (USA) | Brian Phelps · Velká Británie (GBR) |

### Ženy
| Kategorie | Zlato                                             | Stříbro                                                    | Bronz                                      |
| --------- | ------------------------------------------------- | ---------------------------------------------------------- | ------------------------------------------ |
| Prkno 3 m | Ingrid Krämerová · Tým sjednoceného Německa (EUA) | Paula Jean Myersová-Popeová · Spojené státy americké (USA) | Elizabeth Ferrisová · Velká Británie (GBR) |
| Věž 10 m  | Ingrid Krämerová · Tým sjednoceného Německa (EUA) | Paula Jean Myersová-Popeová · Spojené státy americké (USA) | Ninel Krutovaová · Sovětský svaz (URS)     |

## Přehled medailí
| Pořadí | Země                           | Zlato | Stříbro | Bronz | Celkově |
| ------ | ------------------------------ | ----- | ------- | ----- | ------- |
| 1.     | Spojené státy americké (USA)   | 2     | 4       | 0     | 6       |
| 2.     | Tým sjednoceného Německa (EUA) | 2     | 0       | 0     | 2       |
| 3.     | Velká Británie (GBR)           | 0     | 0       | 2     | 2       |
| 4.     | Mexiko (MEX)                   | 0     | 0       | 1     | 1       |
| 4.     | Sovětský svaz (URS)            | 0     | 0       | 1     | 1       |